# フロリアン・バルハウス
フロリアン・バルハウス（Florian Ballhaus, 1965年 - ）は、ドイツのバーデン＝バーデン出身の撮影監督である。

## 生涯
1965年、バルハウスは西ドイツのバーデン＝バーデンに生まれた。父は撮影監督のミヒャエル・バルハウス、母はヘルガ・マヴィア・ベッテンである。バルハウスが17歳のとき、一家でアメリカ合衆国に移住した。バルハウスは映画撮影時の第2撮影助手としてキャリアをスタートし、カメラ・アシスタント、オペレーターと昇進していった。その後、7年間にわたってドイツのテレビ業界で撮影監督として働いた。アメリカに戻ってからは、『セックス・アンド・ザ・シティ』などの撮影を手掛けた。

## 作品
- セックス調査団 Investigating Sex (2001)
- フライトプラン Flightplan (2005)
- プラダを着た悪魔 The Devil Wears Prada (2006)
- ラブ・ダイアリーズ Definitely, Maybe (2008)
- マーリー 世界一おバカな犬が教えてくれたこと Marley & Me (2008)
- 噂のモーガン夫妻 Did You Hear About the Morgans? (2009)
- きみがぼくを見つけた日 The Time Traveler's Wife (2009)
- RED/レッド Red (2010)
- 空飛ぶペンギン Mr. Popper's Penguins (2011)
- モネ・ゲーム Gambit (2012)
- 31年目の夫婦げんか Hope Springs (2012)
- ワン チャンス One Chance (2013)
- やさしい本泥棒 The Book Thief  (2013)
- ダイバージェントNEO The Divergent Series: Insurgent (2015)
- ダイバージェントFINAL The Divergent Series: Allegiant (2016)
- クレイジー・バカンス ツイてない女たちの南国旅行 Snatched (2017)
- ちいさな独裁者 Der Hauptmann (2017)
- アイ・フィール・プリティ! 人生最高のハプニング I Feel Pretty (2018)
- ゴリラのアイヴァン The One and Only Ivan (2020)